# 弗兰尼·比彻

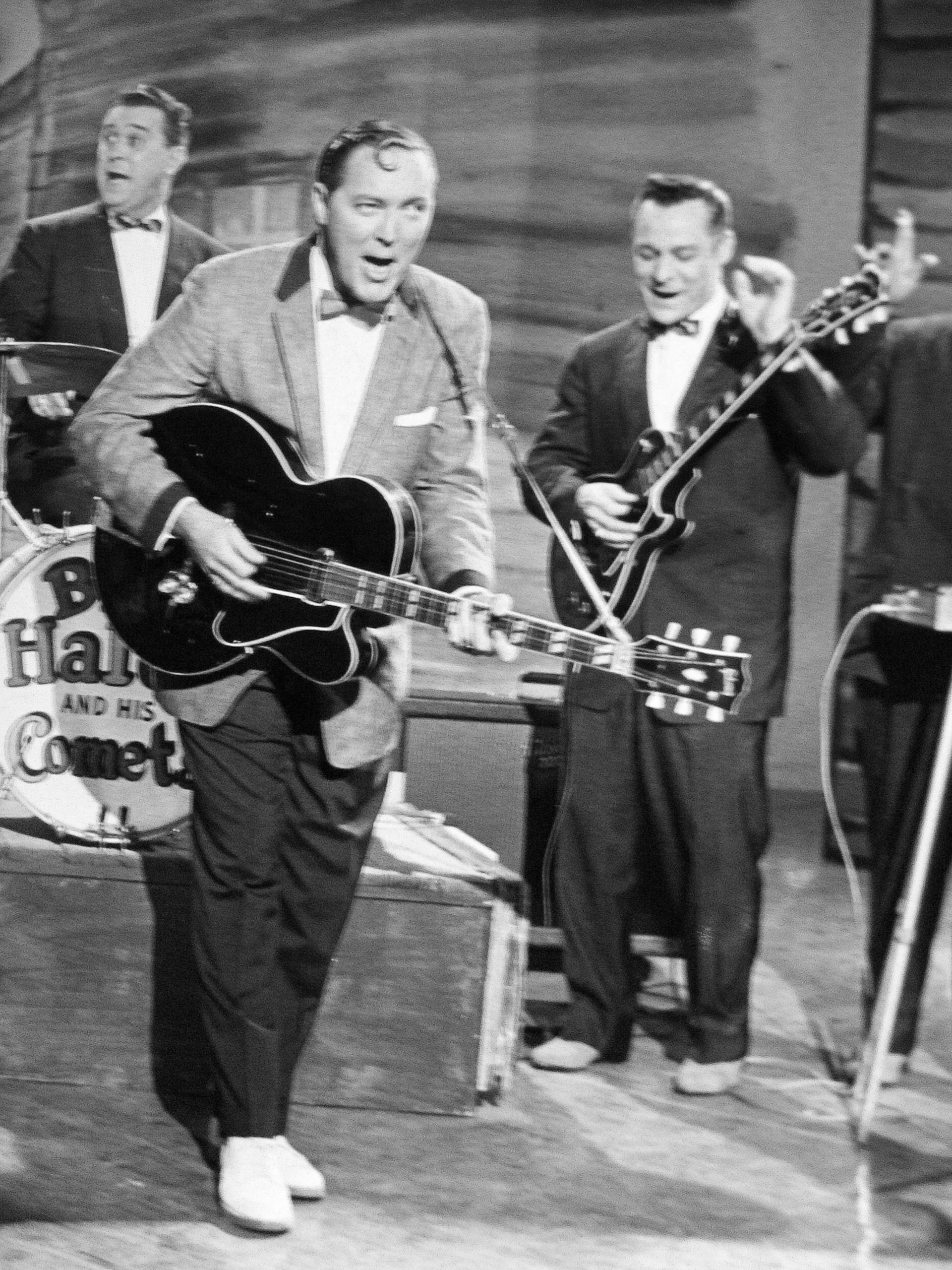
1958年的弗兰尼·比彻

弗兰尼·比彻（英語：Francis Franny Beecher，1921年9月29日—2014年2月24日），是一名美国爵士乐、摇滚乐和乡村乐歌手。他曾经在1954年至1962年间担任比尔海利与彗星合唱团的主吉他手。他出生于美国宾夕法尼亚州。
2014年2月24日，他因为自然原因，死于费城，享年92岁。